# Sallinge Å
Sallinge Å  er en godt 20 kilometer lang å der løber på Midtfyn, der har sit udspring i moserne ved Sandager, øst for Ringe. Den løber hovedsageligt mod vest, og løber ud i Odense Å i nærheden af Sallinge og herregården Gelskov sydøst for Brobyværk i  Faaborg-Midtfyn Kommune. Åen er, op til sydenden af Ringe, en del af Natura 2000-område nr. 114 Odense Å med Hågerup Å, Sallinge Å og Lindved Å. 
I Ryslinge løber åen gennem Ryslinge Skulpturpark.
Ved Sallingelunde, en kilometer nordøst for landsbyen Sallinge,  ligger vandmøllen Sallingelunde Mølle hvis historie går 600 år tilbage.